# Biavler
En biavler er en person der holder honningbier. I modsætning til andre dyr, der avles af mennesker, er bierne ikke under avlerens fulde kontrol. Bierne holdes ikke indespærret. Biavleren har normalt heller ikke avlen under fuld kontrol.
Biavleren tilbyder efter bedste evne bifamilierne de optimale bolig- og leveforhold. Han høster deres indsamlede vinterforråd (honning) og giver som erstatning sukker.
De fleste danske biavlere er organiseret i Danmarks Biavlerforening, der er den ældste biavlerforening i Danmark. I dag er næsten alle hobbybiavlere organiseret hér, mens de mere erhvervsbetonede er organiseret i Danske Biavleres Landsforening og i Sammenslutningen af Danske Erhvervsbiavlere.